# Restauro virtuale
Il restauro virtuale, detto anche restauro elettronico o digitale è l'insieme di elaborazioni svolte con l'ausilio della computer grafica bidimensionale o tridimensionale che permettono una ricostruzione o ipotesi di ricostruzione di un bene artistico (sia mobile che immobile) o archivistico che, per particolari motivi come il degrado fisico, non possono essere restaurati in modo tradizionale.
Il restauro virtuale oltre ad essere uno strumento di studio e analisi, non è antagonista all'intervento del restauratore tradizionale per il quale anzi può rappresentare un aiuto e supporto offrendo per esempio un'ipotesi di intervento per restauro difficili o addirittura impossibili da eseguire.
In altre parole il restauro virtuale appartiene alla categoria delle tecniche diagnostiche e non può definirsi compiutamente restauro perché non attua un intervento sulla materia costitutiva dell'opera d'arte. Nella accezione di Cesare Brandi, quindi, il restauro virtuale non può ritenersi tecnica di restauro e comunque essere incluso in una definizione generale, per quanto estesa, di attività di restauro.
La definizione di restauro virtuale che sembra doversi a Gian Franco Fiaccadori, docente di filologia, è stata contestata sin dal suo apparire da Carlo Federici, allora direttore del Istituto Centrale per la Patologia del Libro, perché la definizione di restauro virtuale (digitale) sembra essere un vero e proprio ossimoro dal momento che non può darsi, in senso proprio, restauro senza intervento sulla materia costitutiva dell'opera d'arte. Per altro occorre sottolineare come l'articolo di Carlo Federici nasca come considerazioni critiche a seguito della partecipazione dello stesso a Convegno Oltre il visibile: “restauro fisico” per conservare e “restauro virtuale” per valorizzare: una metodologia in evoluzione.
Ma ancor prima, nel 1984, nel suo importante volume Il restauro dei dipinti e delle sculture lignee Giuseppina Perusini, trattando dell'impiego del calcolatore, richiama non solo l'utilità del computer per la catalogazione dei beni culturali, come pure per la determinazione dello stato di conservazione delle opere d'arte, ma anche  « per operazioni ritenute generalmente legate alla sensibilità artistica del restauratore, quali la reintegrazione pittorica ».

## Il problema della definizione
La discussione sulla definizione terminologia, sul concetti ed anche sulle attribuzioni è stata intensa e tracce se ne trovano già nel 1996 quando Mediamente (la trasmissione di Carlo Massarini) intervistava la restauratrice Debora Papetti sul tema "Restauro e tecnologie digitali".
La critica non è rivolta alle metodologie elaborate ed ai risultati ma riconduce questi al campo della diagnostica, della progettazione, della verifica delle ipotesi ricostruttrice piuttosto che al restauro propriamente inteso.
Non è affatto vero, pertanto che questa sia «una polemica terminologica che non sembra neppure più attuale, oggi, se si considera invece l'apporto che l'idea di realizzare sull'immagine del documento tutti gli interventi di recupero informativo impossibili sull'originale ha dato alla soluzione delle problematiche di tutela e valorizzazione del patrimonio documentario.»
Di restauro virtuale tratta anche Cesare Chirici attribuendo al restauro virtuale il significato di tecnica diagnostica.
Un ulteriore interessante contributo, ricco di bibliografia e considerazioni metodologiche viene pubblicato un articolo da parte di Edoardo Ferrarini ed Eugenio Staltari, ambedue dell'Università di Verona: I principi fondamentali del restauro virtuale sono : la riconoscibilità, la reversibilità ed il minimo intervento. Essi sono mutuati dal restauro tradizionale, ma hanno implicazioni in parte diverse. La riconoscibilità è il principio in base al quale ogni intervento di ripristino deve essere distinguibile dalla parte originale del documento, così com'è nello stato attuale di degrado; ciò per non consentire una lettura falsa dell'opera, attraverso l'assimilazione indebita delle parti reintegrate a quelle originali. In questi anni assume rilievo l'insegnante Nadia Scardeoni che a partire da uno studio critico sul restauro del manto dell'Annunziata di Antonello da Messina, ha ideato ed eseguito un intervento di "restauro virtuale" applicato alla fotografia digitale dell'opera d'arte,  ( B.T.A. " Il restauro virtuale dell'Annunziata di Antonello da Messina ") definendone la metodologia.
Occorre sottolineare la pubblicazione nel 2007 del volume Restauro virtuale. Tra ideologia e metodologia che così definisce il Restauro Virtuale: Nato nel campo della conservazione dei Beni Culturali esso ha allargato l'ambito di applicazione indicando, oggi, non solo l'utilizzo di tecniche di "Image Processing" applicate ai beni culturali ma anche tutte le metodologie atte a restituire le fattezze originali di un'opera altrimenti non accessibile.
Altri intendono per restauro virtuale il restauro del digitale.
In ambito fotografico, e più in generale delle immagini antiche, il restauro digitale rappresenta una vera e propria tecnica di restauro effettivo contribuendo a preservare l'immagine rappresentata e la sua valenza storico-documentale, a volte in modo unico e determinante ed a prescindere dal supporto materiale. 
Nella cinematografia e in alcuni tra i più importanti archivi storico-fotografici italiani, fin dalla fine del XX secolo, vengono praticati interventi di restauro di tipo digitale.